# JARID1A
La demetilasa 5A específica de lisina (KDM5A o JARID1A) es una enzima codificada en humanos por el gen KDM5A.
La proteína codificada por este gen es expresada ubícuamente en el núcleo celular. Se une directamente, junto con varias proteínas, a la proteína del retinoblastoma para regular la proliferación celular. Era conocida formalmente como proteína 2 de unión al retinoblastoma (RBP2). Esta proteína también interacciona con la rombotina 2, que actúa de un modo diferente en el proceso de eritropoyesis y en la leucogénesis de linfocitos T. La rombotina 2 parece que o bien afecta directamente la actividad de la proteína JARID1A codificada, o bien podría modular indirectamente las funciones de pRb mediante su unión a JARID1A. Se han descrito diversas variantes transcripcionales de este gen, que codifican diferentes isoformas de la proteína.
Se ha podido demostrar que JARID1A es una demetilasa de histonas tipo H3K4 que se une a Myc, siendo rebautizada recientemente como se indica al principio, demetilasa 5A específica de lisina (KDM5A).

## Interacciones
La proteína JARID1A ha demostrado ser capaz de interaccionar con:
- Receptor de estrógeno alfa[3]
- LMO2[4]
- Proteína del retinoblastoma[3][5]